# جان سنرسرود
جان سنرسرود (انگلیسی: Jon Snersrud; ۱ اکتبر ۱۹۰۲ – ۱۰ اوت ۱۹۸۶) از برندگان مدال‌های بازی‌های المپیک زمستانی اهل نروژ بود.